# Казацкое (Кировоградская область)
Казацкое (укр. Козацьке, до 2016 года — Петровское) — село в Петровской поселковой общине Александрийского района Кировоградской области Украины.
До 2020 года входило в Петровский район
Население по переписи 2001 года составляло 1088 человек. Телефонный код — 5237. Код КОАТУУ — 3524984801.